# Tim Masthay
(en) Statistiques sur pro-football-reference
Tim Masthay (né le 16 mars 1987 à Pittsburgh) est un joueur américain de football américain évoluant au poste de punter.

## Enfance
Tim naît le 16 mars 1987 de l'union de Mark Masthay, président du département de chimie à l'université de Dayton et Jean Masthay qui est le directeur exécutif de l'association TriState Habitat for Humanity à Cincinnati. Masthay commence à jouer au football à Des Moines pour les Johnston Hornets. Lorsqu'il rentre à la Murray High School de Murray, il joue au football américain (évoluant aux postes de punter, placekicker, kick returner et wide receiver) et à d'autres sports comme le baseball et le basket-ball.

## Carrière

### Universitaire
Mashtay fait des études en économie à l'université du Kentucky, jouant avec les Wildcats, équipe de l'université, comme punter. Il débute en 2005 et fait son plus grand nombre de punt dans sa carrière universitaire à savoir cinquante-quatre. En 2007, il est élu meilleur joueur de la semaine dans l'escouade spéciale dans l'État du Kentucky de l'année. Il participe durant sa carrière à quatre bowls : trois Music City Bowl (2006, 2007 et 2009) et un Liberty Bowl (2008). En 2008, il enregistre un punt de soixante-douze yards.

### Professionnelle
Tim Masthay n'est sélectionné par aucune équipe lors du draft de la NFL de 2009, signant le 1er mai un contrat comme agent libre avec les Colts d'Indianapolis. Il effectue les camps d'entraînements mais ne convainc pas ses entraîneurs qui ne le gardent pas et le lâchent le 10 août 2009.
Le 15 janvier 2010, le manager général des Packers de Green Bay Ted Thompson annonce la signature de Masthay pour un contrat de réserve. Il fait donc ses débuts en professionnel lors du premier match de la saison 2010. Le 3 novembre 2010, il est élu joueur de la semaine pour la catégorie de l'escouade spécial pour la NFC. Lors de cette saison, il effectue soixante-et-onze punts ; son meilleur dégagement est de soixante-deux yards. Il remporte le Super Bowl XLV avec les Packers le 6 février 2011.
Lors de la seconde journée de la saison 2012, il feint un field goal et délivre une passe pour touchdown de vingt-sept yards à Tom Crabtree.